# يوكو ميناغوتشي
يوكو ميناغوتشي (皆口裕子 ميناغوتشي يوكو) هي مؤدية أصوات يابانية ولدت في 26 يونيو 1966 في بونكيو، طوكيو.

## أدوارها في الأنمي

### مسلسلات أنمي تلفزيونية
- دراغون بول Z - فيدل، بان
- دراغون بول GT - فيدل، بان
- دراغون بول سوبر - فيدل
- كاشرن سينز - رينغو، رينش
- CLANNAD - كوكو إيبوكي
- CLANNAD 〜AFTER STORY〜 - كوكو يوشينو
- أميرة القناديل - والدة تسوكيمي كوراشيتا
- شعلة ريكا - يونو ساكورا
- Kanon (2002) - أكيكو ميناسي
- Kanon (2006) - أكيكو ميناسي
- سيلور مون S - هوتارو توموي، ميستريس 9
- سيلور مون SuperS - هوتارو توموي/سيلور ساترن
- سيلور مون سيلور ستارز - هوتارو توموي/سيلور ساترن
- إينوياشا - كويوكي
- فاينل فانتسي: أنليميتد - ماري هاياكاوا
- ون بيس - موس، بورتغاس دي روج
- كارد كابتور ساكورا - ناديشيكو كينوموتو
- تيلز أوف إيتيرنيا ذي أنيميشن - فرح إرستيد
- سورد آرت أونلاين II - فريا
- وورلد بريك السيف المقدس - ماري شيمون
- مصارع السومو الجريء ماتسوتارو!! - يورارا
- وديع بائع الحليب - فادي

### أفلام أنمي
- X - هينوتو
- دراغون بول Z: عودة برولي - فيدل
- دراغون بول Z: تجديد الدمج - فيدل
- دراغون بول Z: غضب التنين - فيدل
- دراغون بول Z: معركة الخوارق - فيدل
- دراغون بول Z: إعادة إحياء "F" - فيدل، بان
- CLANNAD - كوكو إيبوكي
- دورايمون: نوبيتا و متاهة القصدير - سابيو

## أدوارها في ألعاب الفيديو
- تيلز أوف إيتيرنيا - فرح إرستيد
- تيلز أوف فرسس - فرح إرستيد

## أدوارها في الدبلجة اليابانية
- سجون وتنانين - الإمبراطورة سافينا

## وصلات خارجية
- يوكو ميناغوتشي على موقع IMDb (الإنجليزية)
- يوكو ميناغوتشي على موقع ميوزك برينز (الإنجليزية)
- يوكو ميناغوتشي على موقع قاعدة بيانات الفيلم (الإنجليزية)
- يوكو ميناغوتشي على موقع ANN person (الإنجليزية)